# Fermont (Meurthe-et-Moselle)
Pour l’article homonyme, voir Fermont.
Fermont est une ancienne commune française de Meurthe-et-Moselle en région Grand Est. Elle est rattachée à la commune de Montigny-sur-Chiers depuis 1811.

## Géographie
Fermont est situé sur la rive gauche de la Chiers, dans le Pays Haut.

## Toponymie
Ce village est mentionné sous le nom de Fermons en 1749, puis Fermont en 1793. Il est appelé Fremont en lorrain.

## Histoire
Le ban de Fermont comprenait les censes de la Caure et des Converts.
Le 19 février 1450 Robert de Housse, seigneur de Fermont, avoue tenir du duc de Bar le tiers d'une rente de 10 petits florins sur les fours et rentes de Nouillompont, et, à cause de Jeanne de Norroy, sa femme, huit reis de froment sur les terrages de Saint-Pierrevillers ; 
Le 26 mars 1455, Robert de Housse écuyer, fils de feu Henri de Housse, chevalier, avoue tenir du roi René à cause de Marville la moitié de la forteresse et château de Fermont, le quart en toutes les appendances d’icelle maison, le quart en toute la ville, etc 
Le 4 février 1488, aveu de Gilles de Housse, seigneur de Fermont, attesté par Laurencin Aincherin, seigneur de la forte maison de Fresnes.
Avant 1751, ce village est un fief avec haute, moyenne et basse justice, mouvant de la prévôté d'Arrancy dans le bailliage d'Étain, et formant une enclave dans le marquisat de Cons. Le château, qui en était le siège et qui était très ancien, a été détruit au XVIIe ou XVIIIe siècle. Entre 1751 et 1790, Fermont fait partie du bailliage de Longuyon sous la coutume de Saint-Mihiel.
Sur le plan religieux, ce village était une paroisse du diocèse de Trèves dans le doyenné de Bazailles et dépendait de l'abbaye de Saint-Hubert.
La commune de Fermont est réunie à celle de Montigny-sur-Chiers par décret du 9 décembre 1811,.
En 1817, cette localité a une population de 123 individus, 32 maisons, un moulin, ainsi qu'un territoire productif de 473 hectares dont 152 en bois et 13 en pâturage.

## Démographie
| 1793 | 1800 | 1806 |
| ---- | ---- | ---- |
| 150  | 80   | 119  |

## Lieux et monuments
- Église paroissiale Saint-Privat construite en 1734, date portée par le linteau de la porte ; restaurée entre 1868 et 1869
- Croix de chemin
- Oratoire
- Ouvrage de Fermont

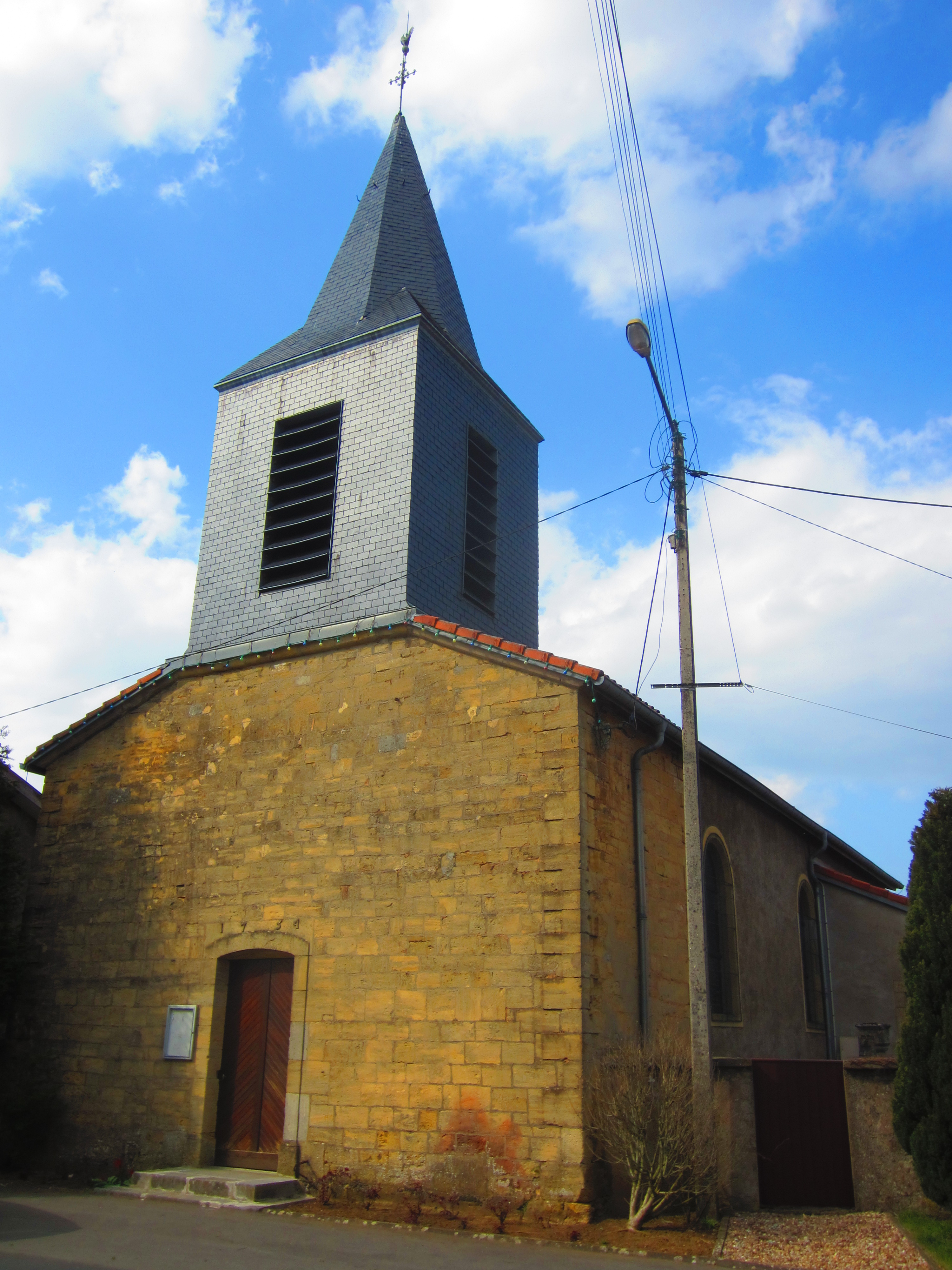
Église Saint-Privat.
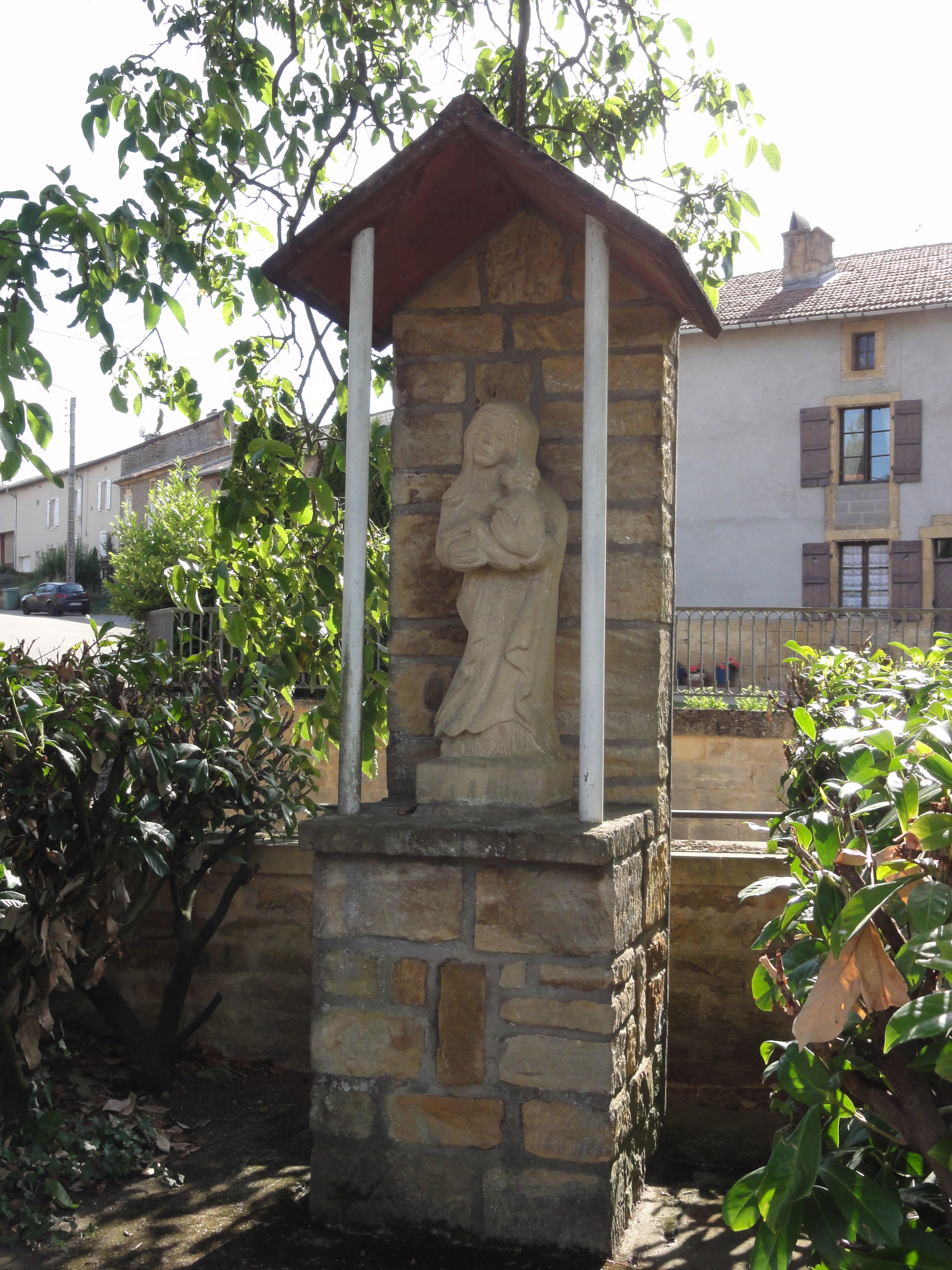
Oratoire.